# Instituto Nacional de Estadística (Venezuela)
El Instituto Nacional de Estadística (INE) es el principal órgano público de estadística del gobierno venezolano, siendo el ente central del Sistema Estadístico Nacional (SEN). Es el encargado de la sistematización y publicación de datos estadísticos en el territorio venezolano.

## Historia
Originalmente, en 1871, se crea la Dirección General de Estadística en el Ministerio del Fomento. Con la creación de esta dirección, se buscaba recolectar información agrícola y económica importante para el país. En 1873, se realizó el Primer Censo Nacional de Población, el cual arrojó una población total de 1.783.993 habitantes; en 1881 se efectuó el segundo y en 1891 el tercero. De manera que una de las grandes innovaciones fue la realización de censos generales de población con cierta regularidad en el país. 
Después de 1936 y especialmente con la promulgación de la Ley de Estadísticas y Censos Nacionales de 1944, el Gobierno Nacional mostró un interés renovado sobre la materia estadística. La Ley de 1944 reforzó la obligación de todos los residentes del país (nacionales y extranjeros), de todos los organismos públicos y privados, y de todos los funcionarios públicos, de remitir los datos que se les exigieran (según las especificaciones técnicas que se les indicaran) y de colaborar con el Ejecutivo Nacional, cuando este lo solicitara, en el desarrollo de las operaciones. 
Para 1978, se crea la Oficina Central de Estadística e Informática (OCEI), adscrita, igualmente, al Ministerio del Fomento. Unos meses antes de la aprobación de la Ley de Función Pública Estadística (noviembre, 2001), oficialmente la institución adquiere el nombre del Instituto Nacional de Estadística (INE)

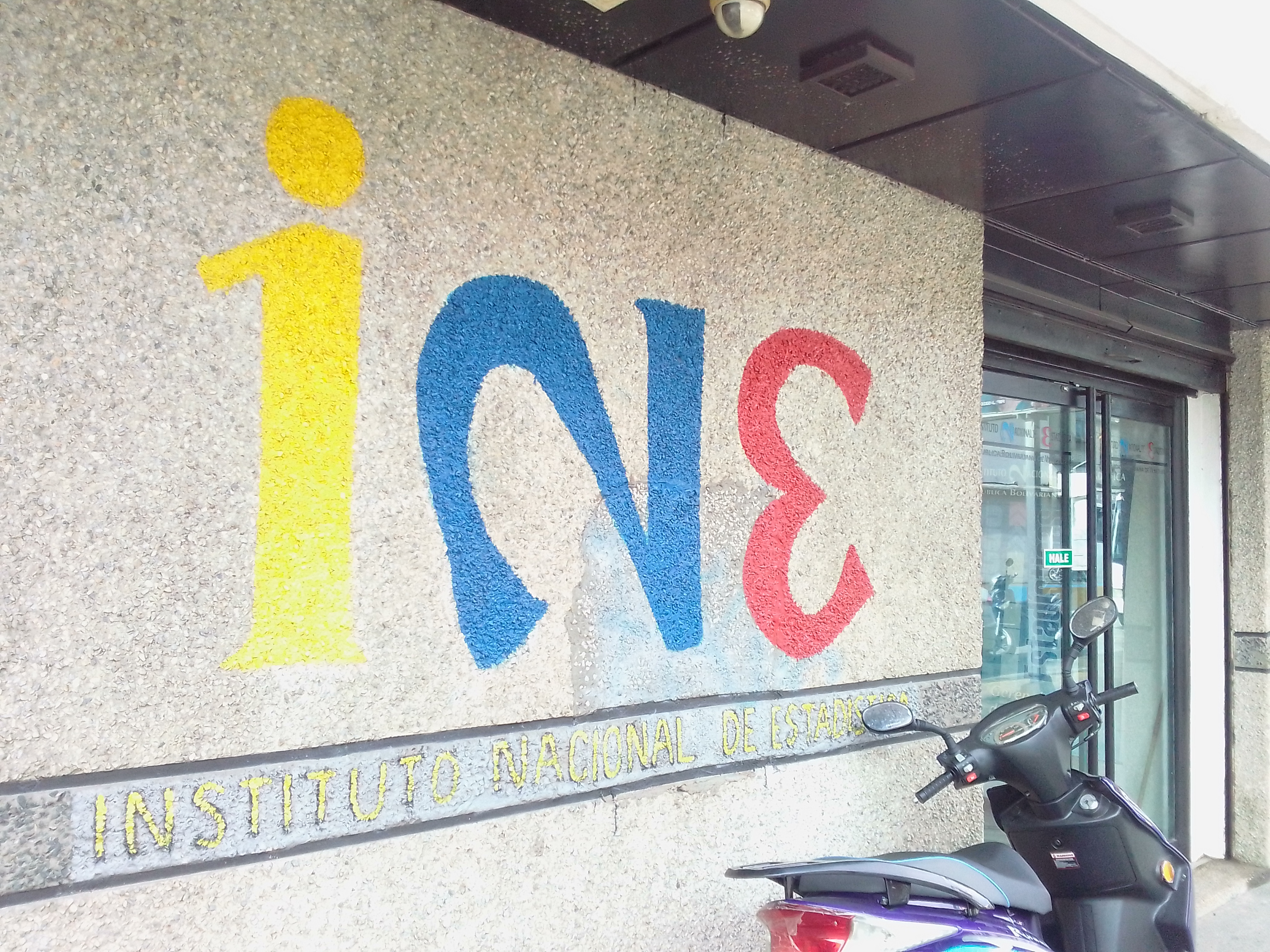
Sede del Instituto Nacional de Estadística en Barcelona

Para julio de 2001 estuvo adscrito al Ministerio del Poder Popular del Despacho de la Presidencia y Seguimiento de la Gestión del Gobierno y en la actualidad se encuentra adscrito al Ministerio del Poder Popular de Planificación. Venezuela ha realizado 14 censos desde el primero llevado a cabo en el año de 1873 hasta 2011.